# Лікс
Лікс, Лукош ((фінік. , лат. Lixus) — стародавнє місто у Північній Африці, руїни якого розташовані біля сучасного порту Лараш у Марокко.
Заснований в XI ст. до н. е. вихідцями з фінікійського міста Тір. У VI ст. до н. е. увійшов до складу карфагенської держави.
Після Другої пунічної війни опинився під владою Рима. Найвищого розвитку досяг за правління імператора Клавдія.
У VIII ст. місто здобули араби і воно поступово знелюднило.